# Ані Чоїнг Дролма
Ані Чоїнг Дролма (неп. आनी छोइङ डोल्मा; нар. 4 червня 1971, Катманду) — непальська співачка, виконавиця буддистських пісень.

## Біографія
Народилася в Катманду 4 червня 1971 року. У дитинстві пережила жорстоке поводження з боку батька, від якого врятувалася пішовши в монастир Нагі Гомпа у віці 13 років. Протягом ряду років отримувала уроки буддійського піснеспіву.
У 1994 році монастир відвідав гітарист Стів Тіббетс, разом з яким Ані Чоїнг записала велику кількість тибетської музики в 1996 році. Надалі матеріал був випущений на альбомах Chö (1997) і Selwa (2004).

## Дискографія
- Chö (1997) (разом зі Стівом Тіббетсом)
- Dancing Dakini (1999)
- Choying (2000)
- Moments Of Bliss (2004)
- Selwa (2004)
- Smile (2005)
- Taking Refuge (2006)
- Inner Peace (2006)
- Time (2007)
- Ama (2009)
- Matakalaa (2010)
- Inner Peace 2 (2010)
- Mangal Vani (2011)
- Clear Light (2012)
- Zariya — Ані, А. Р. Рахман, Фарах Сірадж — Coke Studio (3 сезон) на MTV (2013)[4]

## Гуманітарна робота
Ані Чоїнг бере участь у декількох гуманітарних роботах. Виступає за необхідність створення офіційного гімну Землі для планети, що підтримує зусилля індійського поета-дипломата Абхая К у цьому напрямку. Була частиною Індійського саміту включення.